# Benoît Bastien
Benoît Bastien (Épinal, 17 de abril de 1983) es un árbitro internacional francés de fútbol. Es árbitro internacional FIFA desde el año 2014.

## Trayectoria
Es el uno de los árbitros más jóvenes en acceder a Liga 1 en 2011, a la edad de 28 años, solo cuatro años después de haber accedido a la federación, resultando el más joven del colectivo Federal 1. Benoît Bastien es Consejero Técnico Regional del Arbitraje (CTRA) para la liga Lorraine, en sustitución de Alain Sars.
En enero de 2014, Benoît Bastien obtuvo la licencia de árbitro internacional dado el retiro internacional de Laurent Duhamel.
En mayo de 2015, fue designado para arbitrar la final de la Copa de la Liga francesa de fútbol, entre el Sporting Club de Bastia y el París Saint-Germain Fútbol Club (0-4).
En 2017, fue el árbitro de la final de la 100.ª edición de la Copa de Francia de fútbol que enfrentó a Angers sporting club del Oeste y al París Saint-Germain Fútbol Club.
Fue designado en junio de 2017 para la Eurocopa Sub-21 de 2017. Competición durante la cual fue designado para arbitrar la final.